# Stazione di Bellapietra
La stazione di Bellapietra è stata una fermata ferroviaria posta lungo la ex linea ferroviaria a scartamento ridotto Castelvetrano-Porto Empedocle all'interno del territorio comunale di Sciacca. La fermata prendeva il nome dall'omonimo torrente.

## Storia
La fermata venne attivata nel 1923 con l'apertura della tratta Ribera-Sciacca e venne soppressa nel 1961 e sostituita dalla nuova fermata di Carabollace

## Strutture e impianti
Era composta da un fabbricato viaggiatori e dal binario di circolazione.